# Данту
Данту́ (кит. упр. 当涂, пиньинь Dāngtú) — уезд городского округа Мааньшань провинции Аньхой (КНР).

## История
После того, как китайские земли были впервые в истории объединены в одно государство — империю Цинь — и было введено деление страны на округа и уезды, эти земли в 221 году до н. э. оказались в составе уезда Даньян (丹阳县) округа Куайцзи (会稽郡). Во времена империи Цзинь в 281 году из уезда Даньян был выделен уезд Юйху (于湖县).
После образования империи Суй в 589 году из частей четырёх уездов был образован новый уезд — Данту.
Во времена империи Сун в 977 году была образована область Тайпин (太平州), власти которой разместились в уезде Данту. После захвата китайских земель монголами и образования империи Юань область Тайпин была преобразована в Тайпинский регион (太平路). После того, как в 1355 году эти места были захвачены повстанцами под руководством Чжу Юаньчжана, Тайпинский регион был переименован в Тайпинскую управу (太平府). После Синьхайской революции в Китае была проведена реформа структуры административного деления, и в 1912 году области с управами были упразднены.
В августе 1949 года урбанизированная часть уезда Данту была выделена в город Данту; город и уезд вошли в состав Специального района Удан (芜当专区). В мае 1950 года город Данту был упразднён, а его земли вернулись в состав уезда Данту. В 1950 году Специальный район Удан был расформирован, и уезд Данту перешёл в состав Специального района Сюаньчэн (宣城专区).
В 1952 году Специальный район Сюаньчэн был расформирован, и уезд Данту перешёл в состав созданого тогда же Специального района Уху (芜湖专区). В 1956 году из уезда Данту был выделен город Мааньшань, подчинённый напрямую властям провинции Аньхой. В марте 1971 года Специальный район Уху был переименован в округ Уху (芜湖地区). В 1980 году Округ Уху был переименован в Округ Сюаньчэн (宣城地区).
В 1983 году уезд Данту был передан из состава округа Сюаньчэн под юрисдикцию властей Мааньшаня.
В 2012 году северная часть уезда Данту была выделена в район Бован.

## Административное деление
Уезд делится на 9 посёлков и 2 волости.